# 114. pr. Kr.
◄ | 3. stoljeće pr. Kr. | 2. stoljeće pr. Kr. | 1. stoljeće pr. Kr. | ►
◄ | 140-ih pr. Kr. | 130-ih pr. Kr. | 120-ih pr. Kr. | 110-ih pr. Kr. | 100-ih pr. Kr. | 90-ih pr. Kr. | 80-ih pr. Kr. | ►
◄◄ | ◄ | 117. pr. Kr. | 116. pr. Kr. | 115. pr. Kr. | 114 pr. Kr. | 113. pr. Kr. | 112. pr. Kr. | 111. pr. Kr. | ► | ►►
Astronomija
114. godina prije Krista je bila godina predjulijanskog rimskog kalendara. U to je vrijeme bila poznata kao Godina konzulata Balbusa i Katona (ili, rjeđe, godina 640. Ab urbe condita). Oznaka 114. pr. Kr. Za ovu se godinu koristi od ranosrednjovjekovnog razdoblja, kada je kalendarska era Anno Domini postala prevladavajuća metoda u Europi za imenovanje godina.

## Događaji
- Izgrađen prvi Venerin hram
- Mitridat VI. Eupator postaje kraljem Bospora.

## Rođenja
- Lucius Orbilius Pupillus, Rimski gramatičar i pisac

- Publije Kornelije Lentul Sura, Rimski konzul

- Kvint Hortenzije, rimski konzul i veleposlanik

## Smrti
- Zhang Qian, Kineski istraživač i diplomat